# Aspropaxillus giganteus
A Aspropaxillus giganteus, anteriormente conhecida como Leucopaxillus giganteus, é uma espécie saprófita de fungo da ordem Agaricales. O basidioma pode se tornar bastante grande - o píleo atinge diâmetros de até 50 cm. O píleo é branco ou creme claro e, quando maduro, tem formato de funil, com as lamelas decorrendo ao longo do estipe. Considerada por alguns como uma opção comestível quando jovem, essa espécie tem uma distribuição cosmopolita e é normalmente encontrada crescendo em grupos ou na forma de anéis de fadas em pastos gramados, cercas vivas à beira de estradas ou clareiras em florestas. Foi demonstrado que ela contém um composto bioativo com propriedades antibióticas.

## Taxonomia
A espécie foi descrita pela primeira vez como Agaricus giganteus pelo naturalista inglês James Sowerby em 1809, que a ilustrou em seu livro Coloured Figures of English Fungi. Outros sinônimos históricos incluem Clitocybe gigantea (Quélet, 1872), Paxillus giganteus (Fries, 1874), e Omphalia geotropa var. gigantea (Quélet, 1886). Em 1934, Robert Kühner e Réné Maire criaram o gênero Aspropaxillus para conter espécies de Leucopaxillus com esporos lisos, e definiram L. giganteus como sua espécie-tipo. O micologista americano Rolf Singer transferiu-a para o gênero Leucopaxillus em 1938, mas reconheceu o valor de manter uma distinção das espécies com esporos lisos e, assim, fez de L. giganteus a espécie-tipo da seção Aspropaxilli.
Em 2012, Vizzini et al. mostraram que o Leucopaxillus, em sua definição atual, era polifilético. E a Leucopaxillus giganteus, não pertencente ao Leucopaxillus s.s., voltou para o gênero Aspropaxillus.

## Descrição

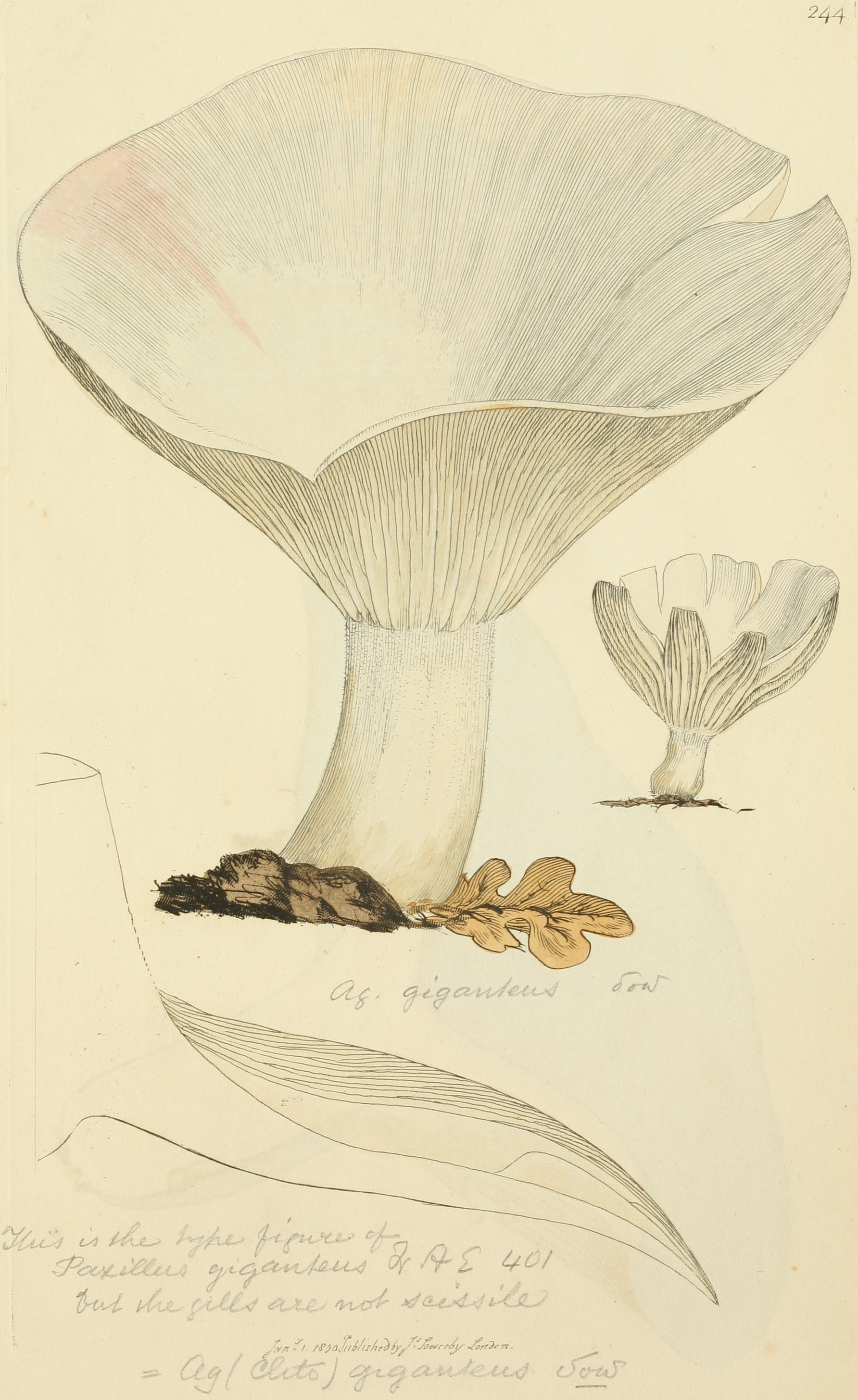
Ilustração da figura do holótipo de A. giganteus (originalmente Agaricus giganteus) (1803)

O píleo pode se tornar bastante grande, variando de 10 a 50 cm, raramente chegando a 70 cm de diâmetro, com uma espessura de 1 a 1,4 cm na metade do raio. Os espécimes mais jovens têm um píleo convexo, com uma margem enrolada para baixo, mas, à medida que os cogumelos amadurecem, o píleo se achata e, por fim, torna-se superficialmente em forma de funil. O píleo é liso e de cor branca cremosa, mas pode desenvolver manchas marrons e rachaduras circulares com a idade.
As lamelas de cor creme são estreitas, amontoadas umas às outras e têm uma fixação decorrente - percorrendo o comprimento do estipe; com a idade, as lamelas escurecem para uma cor amarelada. O estipe é esbranquiçado com fibras marrom-avermelhadas e tem dimensões, quando maduro, de 3 a 10 cm de altura e 2 a 5 cm de espessura. Não há anel no estipe. Na base do estipe, geralmente há um micélio denso e branco que pode formar um tapete. A carne é firme e também é branca. Os espécimes maduros são frágeis e difíceis de remover do solo sem quebrar.

### Características microscópicas
Quando vistos em depósito, como em uma esporada, os esporos parecem brancos. Quando vistos com um microscópio de luz, os esporos são ovoides a elipsoides, translúcidos (hialinos), têm uma superfície lisa e possuem um ápice e uma base amplamente arredondados; as dimensões dos esporos são de 6-8 por 3,5-5 μm. Os esporos são amiloides [en], o que significa que absorvem iodo quando corados com o reagente de Melzer; no entanto, a extensão da coloração pode ser variável. As células portadoras de esporos, os basídios, têm 25-40 por 4,5-8 μm, são estreitamente em forma de taco e estão ligadas a 2 ou 4 esporos. As hifas dessa espécie invariavelmente possuem fíbulas.

### Espécies semelhantes
A Aspropaxillus giganteus se assemelha um pouco à Aspropaxillus candidus, mas essa última espécie tem coloração mais escura e é encontrada mais comumente em regiões montanhosas. A Aspropaxillus septentrionalis também é grande e se assemelha à A. giganteus em alguns pontos durante seu desenvolvimento, mas pode ser distinguida por seu odor nauseante, pela cor bronzeada do píleo e pelas lamelas adnatas (lamelas diretamente presas ao estipe) a levemente adnexas (estreitamente presas). A A. candidus tende a ser menor, com um diâmetro de píleo que varia de 6 a 30 cm. Leucopaxillus albissimus, Leucopaxillus gentianeus, Lactifluus vellereus e Infundibulicybe gibba foram sugeridas como outras espécies semelhantes. Espécimes jovens de A. giganteus podem ser confundidos com Lepista irina, Clitocybe praemagna ou C. robusta. As espécies de Lactarius branco e Russula também podem parecer superficialmente semelhantes, mas têm carne quebradiça que se rompe de forma limpa, ao contrário da carne fibrosa de A. giganteus.

## Habitat e distribuição

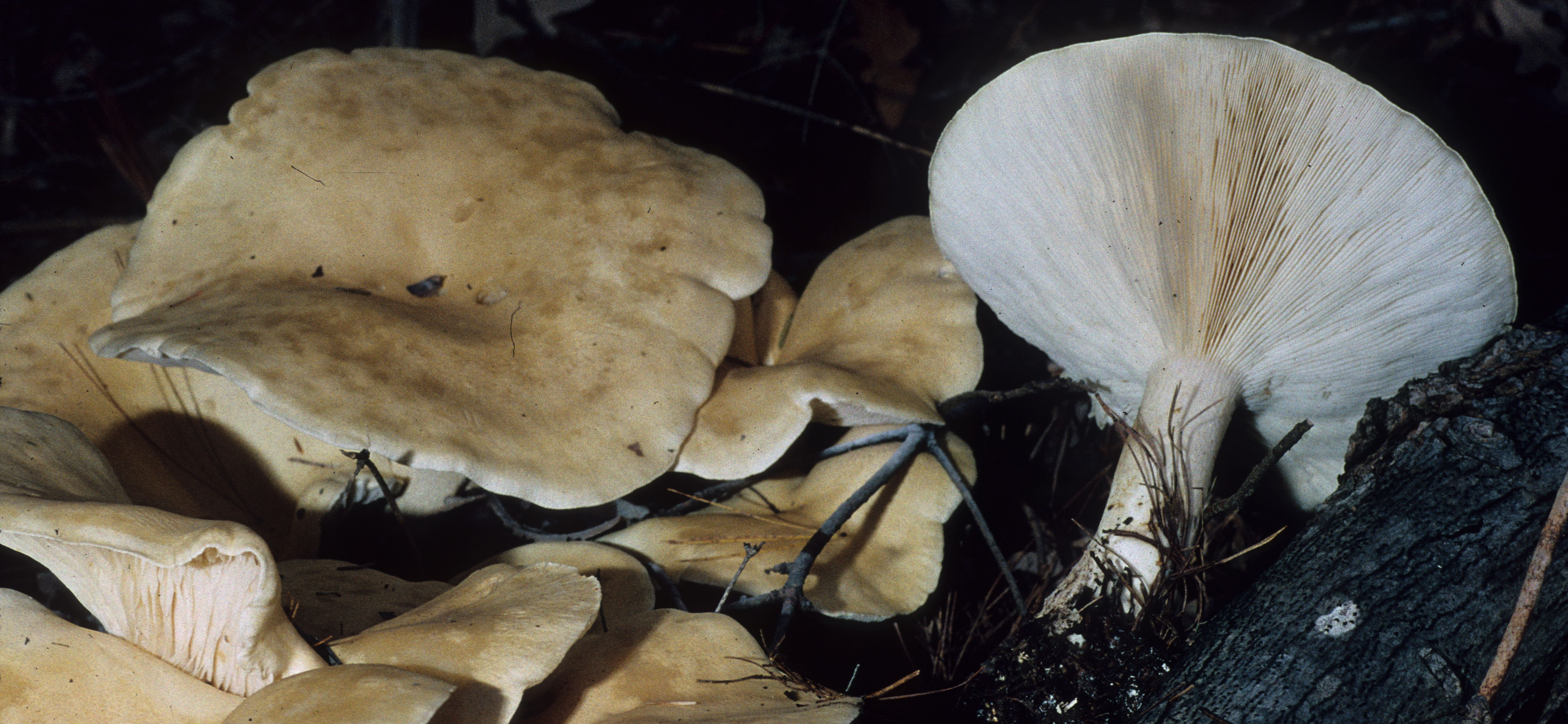
Esses espécimes maduros têm manchas marrons no píleo.

A Aspropaxillus giganteus pode formar anéis de fadas em áreas gramadas, como pastagens, e também é encontrada ao longo de estradas; ela produz cogumelos no verão e no outono. É uma espécie saprófita e, portanto, obtém nutrientes por meio da decomposição de matéria orgânica.
O fungo tem uma distribuição cosmopolita, e ocorre em toda a zona temperada do hemisfério norte. É encontrado na América do Norte, Grã-Bretanha e Europa. David Arora relata que, na América do Norte, é mais comum no noroeste do Pacífico e nas Montanhas Rochosas.

## Usos

### Comestibilidade
A espécie não é venenosa, mas supostamente tem um sabor ruim. Embora uma fonte afirme que ela é uma "opção comestível quando jovem", outra fonte alerta para a possibilidade de cólicas estomacais e diarreia. Burrows sugere preparar os espécimes cortando-os, fervendo os pedaços e descartando a água; em seguida, eles podem ser usados em pratos como ensopados e caçarolas. Devido ao seu grande tamanho, um espécime pode ser suficiente para ser consumido por vários indivíduos. Diz-se que o odor é farináceo ou semelhante ao de farinha de peixe; o sabor e o cheiro do cogumelo também foram alternadamente caracterizados como "suave e agradável" ou "verdadeiramente repugnante". A espécie também é o alimento favorito de espécies de moscas-das-frutas do gênero Drosophila.

### Compostos bioativos
A Aspropaxillus giganteus contém um composto bioativo chamado clitocina que tem atividade antibiótica contra várias bactérias patogênicas para os seres humanos, como Bacillus cereus e Bacillus subtilis; um estudo (1945) mostrou atividade antibiótica contra Mycobacterium tuberculosis, Salmonella typhi e Brucea abortus. A clitocina também demonstrou promover a apoptose (morte celular) em células de câncer cervical humano in vitro (HeLa). O micélio de A. giganteus, quando cultivado em cultura líquida, demonstrou produzir fenóis e flavonóides que têm atividade antioxidante.

## Links externos
- Aspropaxillus giganteus em Index Fungorum
- Imagens em Mushroom Observer